# Вардува
Вардува (лит. Varduva) — река в северо-западной части Литвы, левый приток Венты. Берёт начало в 0,5 км к востоку от местечка Барстичяй, что примерно в 11 км на запад от города Сяда. В верхнем течении течёт сперва на юго-восток, затем на северо-восток, делая петлю. У города Сяда поворачивает на север и течёт в этом направлении вплоть до устья. Впадает в Венту в 182,5 км от её устья, в деревне Греже, в 2 км на северо-запад от Ляцкава, на границе с Латвией.
Длина составляет 96 км²; площадь бассейна — 590 км².
Крупные притоки:
- справа — Пагарденис, Сруоя;
- слева — Брадумас, Квисте, Гуже, Дубулис, Эглинупис.